# جزيرة تاجاك
جزيرة تاجاك وهي جزيرة من جزر إندونيسيا، وتتبع إقليم كليمنتان الجنوبية في إندونيسيا.